# Linden (Indiana)
Linden – miasto w Stanach Zjednoczonych, w stanie Indiana, w hrabstwie Montgomery.